# Aulacophora coralinsula
Aulacophora coralinsula es un coleóptero de la familia Chrysomelidae.
Fue descrita científicamente por primera vez en 1955 por Gressitt.